# Engel (Rammstein-Lied)

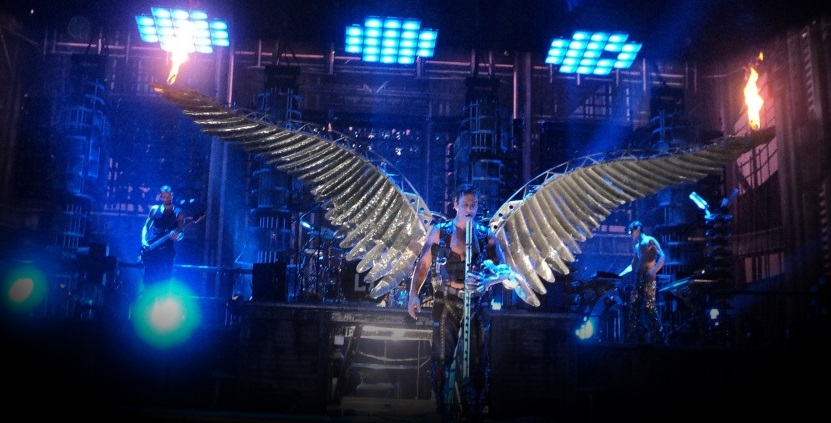
Rammstein spielt Engel live

Engel ist ein Song der deutschen Neue-Deutsche-Härte-Band Rammstein. Das Lied wurde von Rammstein geschrieben und von Jacob Hellner gemeinsam mit der Band produziert. Es ist die erste Single aus ihrem zweiten Album Sehnsucht und wurde am 28. März 1997 veröffentlicht.

## Entstehung
Engel wurde im Winter 1996 / 1997 in den Temple-Studios auf Malta aufgenommen. Den weiblichen Gesangspart übernahm Christiane Bobolina Hebold, Sängerin der Band Bobo in White Wooden Houses, die auch bei den Live-Konzerten und dem ersten Rammstein-Live-Album Live aus Berlin das Lied mitsang.

## Musikvideo
Die berühmte Schlangentanz-Szene mit Salma Hayek aus dem Film From Dusk Till Dawn diente als Inspiration für das in der Hamburger Prinzenbar gedrehte Musikvideo (Art Director: Philipp Stölzl, Regie: Norbert Heitker, Direktor: Rudi Dolezal und Hannes Rossacher) zu diesem Lied. Da Till Lindemann, Christoph Schneider und Christian Lorenz als Darsteller im Video eingebunden wurden, übernahmen Richard Kruspe und Oliver Riedel den Gesangspart, während der Gitarrist Paul Landers als Schlagzeuger zu sehen ist. Im Video wirkten unter anderem Cécile Dütsch als Tänzerin und der Profi-Wrestler Ulf Herman alias „Herman the German“ als Statist mit. Nach dem Videodreh arbeitete er mehrere Jahre als Bodyguard für die Band.
Die ästhetischen Elemente des Videos (nackte Haut, Zombie-Kinder in Käfigen, phallische Bildsprache, Fußfetischismus und Gitarren als Flammenwerfer) führten dazu, dass MTV die Ausstrahlung des Videos verweigerte. Rammstein protestierte gegen den Videoboykott MTVs, indem sie auf dem Hurricane Festival 1997 in Scheeßel einen MTV-Manager an einen Stuhl fesselten und eine Rauchbombe im Stil derer an sein Bein banden, wie sie von Lindemann während der Show ebenfalls verwendet wurde, und diese dann auslösten. Die Inszenierung wurde als geschmacklose, aber erfolgreiche Promotion für das kurz darauf erscheinende Album Sehnsucht angesehen. Im April 1998 sagte Gitarrist Paul Landers einem Magazin, die Aktion sei kein Protest wegen der Nichtausstrahlung des Videos bei MTV gewesen, sondern sei als eine Aktion gegen das schikanöse Verhalten des betroffenen MTV-Managers zu sehen, der etlichen Musikern mit seinen Methoden die Arbeit erschwere. Der Manager habe die Band danach wegen Körperverletzung angezeigt.
Norbert Heitker, der Regisseur des Videos, wurde bei der Echoverleihung 1998 für dieses Musikvideo in der Sparte Musikvideo des Jahres national mit dem Echo ausgezeichnet.

## Single-Titelliste

### Maxi-Single
1. Engel – 4:23
2. Sehnsucht – 4:02
3. Rammstein (Eskimos & Egypt Radio Edit) – 3:41
4. Rammstein (Eskimos & Egypt Instrumental Edit) – 3:27
5. Rammstein (Original) – 4:25

### Fan-Edition
1. Engel (Extended Version) – 4:34
2. Feuerräder (Live Demo Version 1994) – 4:47
3. Wilder Wein (Demo Version 1994) – 5:41
4. Rammstein (Eskimos & Egypt Instrumental Edit) – 3:27

## Rezensionen
Lars Thieleke schrieb 2008 für die deutschsprachige Ausgabe von Rolling Stone, dass das Erscheinen der Single Engel der Punkt gewesen sei, an dem Rammstein zu einer Instanz wurde. Swantje-Britt Koerner schrieb in der Frankfurter Allgemeinen Zeitung dem Lied Engel ein wenig deutsche Melancholie neben all den brachialen Gitarrenriffs zu. Durch Engel sollen häufig übersehene Botschaften Rammsteins wie paranoide Selbstzweifel und über den Horror völliger Isolation perfekt dargestellt worden sein.

## Kommerzieller Erfolg

### Chartplatzierungen
Das Lied erreichte Platz drei der deutschen, Rang vier der österreichischen und Position 17 der Schweizer Singlecharts. In Deutschland hielt sich die Single 13 Wochen in den Top 10 der Singlecharts.
| ChartsChartplatzierungen | Höchstplatzierung | Wochen |
| ------------------------ | ----------------- | ------ |
| Deutschland (GfK)        | 3 (25 Wo.)        | 25     |
| Österreich (Ö3)          | 4 (18 Wo.)        | 18     |
| Schweiz (IFPI)           | 17 (14 Wo.)       | 14     |

| ChartsJahrescharts (1997) | Platzierung |
| ------------------------- | ----------- |
| Deutschland (GfK)         | 11          |
| Österreich (Ö3)           | 23          |

### Auszeichnungen für Musikverkäufe
Für mehr als 250.000 verkaufte Einheiten in Deutschland erhielt Engel noch im Erscheinungsjahr eine Goldene Schallplatte. Im April 2025 erreichte es für über 600.000 verkaufte Einheiten Platinstatus in Deutschland.
| Land/Region        | Auszeichnungen für Musikverkäufe (Land/Region, Auszeichnung, Verkäufe) | Verkäufe |
| ------------------ | ---------------------------------------------------------------------- | -------- |
| Deutschland (BVMI) | Platin                                                                 | 600.000  |
| Norwegen (IFPI)    | Gold                                                                   | 10.000   |
| Insgesamt          | 1× Gold · 1× Platin ·                                                  | 610.000  |

Hauptartikel: Rammstein/Auszeichnungen für Musikverkäufe

## Coverversionen
Die Chansonsängerin Hildegard Knef nahm 2001 eine Coverversion auf. Außerdem wurden im Jahr 2016 Coverversionen des Liedes sowohl von der Band Gleis 8 sowie von Annett Louisan veröffentlicht.

## Trivia
- Die Satiresendung Extra 3 verwendete die Titelmelodie des Liedes Engel in einem Beitrag über die US-Militärbasis Ramstein.
- David Lynch, der Songs von Rammstein bereits in seinem Kinofilm Lost Highway für den Soundtrack verwendete, spielt in der 3. Staffel seiner Serie Twin Peaks auf Engel an. In Folge 7 pfeift er in seiner Rolle als Gordon Cole die Anfangsphrase des Songs.
- Engel ist im Film Big Nothing mit David Schwimmer, Simon Pegg, Mimi Rogers u. a. Teil des Soundtracks.
- Von 2009 bis 2012 war es außerdem die Titelmusik der Doku-Soap Die strengsten Eltern der Welt.
- Des Weiteren verwendet der deutsche Fußball-Erstligist TSG 1899 Hoffenheim diese Titelmelodie als Einlaufmusik bei Heimspielen seit der Bundesligasaison 2013/2014.